# Philips HeartStart FRx
Philips HeartStart FRx — автоматичний зовнішній дефібрилятор (AED), випущений Royal Philips Electronics (Нідерланди). Вироблений підрозділом Philips Healthcare, який займається виготовленням медичного обладнання.
Для навчання роботі з Philips HeartStart FRx створено HeartStart FRx Trainer — спеціальну навчальну версію пристрою.

## Опис
В основі всіх дефібриляторів HeartStart лежить технологія біфазних імпульсів SMART. Біфазна форма хвилі дефібрилятора HeartStart FRx забезпечує високоефективний розряд дефібриляції, який м'яко діє на серце.
Технологія SMART Analysis для оцінки серцевого ритму, забезпечує видачу розряду дефібрилятором HeartStart FRx тільки в тому випадку, коли він потрібний. SMART Analysis автоматично оцінює серцевий ритм потерпілого і не проводить розряд до тих пір, поки не буде виявлений відповідний ритм, навіть якщо натиснута кнопка «Shock» (Розряд). Завдяки функції «Quick Shock» (Швидкий розряд) FRx швидко видає розряд після серцево-легеневої реанімації (СЛР).
Максимальна енергія розряду дефібрилятора для дорослих: 150 Дж, у дітей: 50 Дж, згідно з попередніми налаштуваннями. Безперервна реєстрація ЕКГ. Автоматична детекція нестабільного ритму серця. Вимірювання імпедансу грудної клітки і автоматичний вибір енергії.
Дефібрилятор HeartStart FRx обладнаний заздалегідь підключеними адгезивними багатофункціональними електродами SMART Pads II для всіх груп пацієнтів: для дорослих, дітей, новонароджених.
HeartStart FRx має функцію «Інструктування з СЛР», що застосовується для дорослих і дітей. Ця функція підтримує фахівця оперативного реагування допомогою голосових інструкцій в ході проведення СЛР.
3-кнопкове управління: зелена кнопка «On/Off» запускає голосові інструкції, синя «і»-кнопка включає функцію інструктування з СЛР, помаранчева кнопка «Shock» (Розряд), додатковий ключ режиму «дитина/новонароджений».
Завдяки ключу режиму «дитина/новонароджений» фахівець оперативного реагування сигналізує пристрою, що він застосовується для новонароджених або дітей. Відповідно до цієї інформації дефібрилятор видає інструкції щодо належного розміщення електродів і СЛР. Крім того, блимають значки електродів, вказуючи підходяще місце для розміщення електродів, а прилад знижує енергію розряду до рівня, більш прийнятного для новонародженого або дитини (масою менше 25 кг або віком до 8 років).
HeartStart FRx має мобільну бездротову систему управління даними на базі портативної платформи Palm®. Її особливістю є інфрачервоний порт (IrDA), що забезпечує передачу інформації без проводів.
Дефібрилятор HeartStart FRx має міцну конструкцію, яка витримує вплив водяних струй, навантаження до 227 кг і падіння на бетонну підлогу з висоти 1 м.

## Технічні характеристики
| Дефібрилятор                                   | |
| ---------------------------------------------- | --- |
| Комплектація                                   | Дефібрилятор, батарея (1), електроди SMART Pads II (1 комплект) |
| Форма хвилі                                    | Біфазна усічена експоненціальна. Параметри форми хвилі регулюються залежно від імпедансу кожного пацієнта. |
| Енергія                                        | Єдиний вихід енергії. Для дорослих: номінальна енергія 150 Дж при навантаженні 50 Ом. Для новонароджених/дітей: номінальна енергія 50 Дж при навантаженні 50 Ом. |
| Протокол                                       | Пристрій працює згідно із попередніми налаштуваннями. Протокол дефібриляції і СЛР налаштовується відповідно до індивідуальних вимог за допомогою програмного забезпечення HeartStart Event Review або HeartStart Configure. |
| Інтерфейс                                      | |
| Інструкції                                     | Детальні голосові інструкції та візуальні підказки вказують фахівцеві оперативного реагування послідовність використання дефібрилятора |
| Інструктування з СЛР                           | Голосовий інструктаж з СЛР дорослих пацієнтів і грудних дітей/дітей включає вказівки і звукові сигнали щодо належного числа, частоти і глибини компресій грудної клітки, а також по кожному вдиханню |
| Керування                                      | Зелена кнопка «On/Off», синя кнопка «i», помаранчева кнопка «Shock» (Розряд), додатковий ключ «дитина/новонароджений» |
| Індикатори                                     | Лампочка готовності, синя кнопка «i», сигнальна лампочка, електроди, значки, підсвічування кнопки «Shock» (Розряд) при рекомендації розряду |
| Фізичні параметри                              | |
| Розмір                                         | 6 x 18 x 22 см |
| Маса                                           | З батареєю і футляром для електродів: 1,5 кг. Без батареї або футляра для електродів: 1,2 кг |
| Умови навколишнього середовища                 | |
| Ізоляція                                       | Водонепроникність IPX5 згідно стандарту IEC60529, захист від пилу IP5X згідно стандарту IEC60529 |
| Температура                                    | У режимі роботи/у режимі очікування: 0 °—50 °C |
| Висота над рівнем моря                         | Від 0 до 4 572 м |
| Для авіації                                    | Пристрій: RTCA/DO-160D; 1997 |
| Навантаження під тиском                        | 226,8 кг |
| Система аналізу пацієнта                       | |
| Аналіз пацієнта                                | Оцінюється ЕКГ пацієнта для визначення ритмів, що потребують розряду. До ритмів, що вимагають стимуляції розрядом, відносять фібриляцію шлуночків (ФШ) і певні шлуночкові тахікардії (ШТ), пов'язані із недостатньою циркуляцією. З міркувань безпеки деякі ритми ШТ, пов'язані з циркуляцією, не інтерпретуються як ті, що потребують проведення дефібриляції. Також не інтерпретуються як ФШ, що потребують дефібриляції, деякі ритми з дуже низькою амплітудою або частотою. |
| Чутливість/Специфічність                       | Задовольняє вимоги директиви AAMI DF80 і рекомендації AHA з дефібриляції дорослих пацієнтів (Circulation 1997; 95: 1677-1682). |
| Рекомендований розряд                          | Готовність до проведення дефібриляції, як тільки пристрій вкаже, що рекомендується розряд. |
| Швидкий розряд                                 | Подача розряду по закінченні інтервалу СЛР, зазвичай через 8 секунд. |
| Пауза між розрядами                            | Менше ніж 20 секунд між послідовними розрядами |
| Виявлення артефактів                           | Обробка сигналу дозволяє проводити точний аналіз ЕКГ навіть за наявності артефактів кардіостимулятора та електричних перешкод. При виявленні інших артефактів дефібрилятор подає голосові підказки для їх виправлення |
| Батарея                                        | |
| Тип                                            | Літій-діоксид марганцева батарея (LiMnO2), напруга 9 В постійного струму, 4,2 А*год. |
| Потужність                                     | Мінімум 200 розрядів або 4 години роботи |
| Термін установки                               | На батареї вказано термін установки (як мінімум 5 років з дати виробництва). |
| Термін служби                                  | 4 роки, якщо батарея була встановлена до закінчення терміну установки. (Забезпечує живленням в режимі очікування у відповідному температурному діапазоні, якщо проводилася одна перевірка працездатності батареї і дефібрилятор не використовувався). |
| Електроди SMART Pads II                        | |
| У комплекті                                    | Футляр для одноразових електродів, що містить самоклейкі багатофункціональні дефібриляційні електроди. Штекерний з'єднувач HeartStart забезпечує попереднє підключення електродів до пристрою. |
| Площа активної поверхні                        | 80 см² кожний |
| Довжина кабелю                                 | 121,9 см |
| Термін придатності                             | На футлярі для електродів вказаний термін придатності (як мінімум 2 роки з дати виробництва) |
| Training Pads II (Навчальні електроди)         | |
| Функція                                        | Спеціальні електроди переводять дефібрилятор у навчальний режим і відключають можливість видачі енергії. Включає 8 навчальних ситуацій, що наближені до реальних. |
| Автоматичне і ручне самотестування             | |
| Щоденне автоматичне самотестування             | Тестування внутрішніх електронних схем, якості передачі сигналів ЕКГ, електродів і ємності батареї. |
| Перевірка працездатності                       | Спеціальне тестування готовності електродів до роботи (вологість гелю). |
| Перевірка при встановленні батареї             | При встановленні батареї виконується різне автоматичне самотестування та перевірка готовності пристрою по командам оператора. |
| Індикатор стану                                | Блимаюча зелена лампочка готовності свідчить про готовність до роботи. |
| Запис і передача даних                         | |
| Інфрачервоний порт (IrDA)                      | Бездротова передача даних про клінічний випадок на ПК або КПК Palm® за допомогою протоколу IrDA. |
| Програмне забезпечення HeartStart Event Review | Програмне забезпечення управління даними (факультативно) для завантаження і перегляду даних, що отримані через інфрачервоний порт даних дефібрилятора. |
| Зберігання даних                               | Зберігаються перші 15 хвилин ЕКГ, а також всі події, що стосуються інциденту. |

- Дефібрилятор та приладдя виготовлені з матеріалів, що не містять латексу.

## Тренажер HeartStart FRx
Тренажер HeartStart FRx застосовується для практичного навчання використання дефібрилятора HeartStart FRx при наданні допомоги з порятунку життя.
Тренажер HeartStart FRx імітує роботу дефібрилятора HeartStart FRx під час реальної ситуації зупинки серця. HeartStart FRx видає голосові інструкції і має попередньо сконфігурований сценарії.
- Голосові інструкції відповідають інструкціям дефібрилятора HeartStart FRx.
- Робота з внутрішніми і зовнішніми адаптерами електродів дозволяє інструкторові надавати інформацію або не повідомляти про розміщення електродів, забезпечуючи найбільш реалістичний навчальний сценарій.
- Сумісний з ключем «новонароджені/діти» для навчання педіатричній дефібриляції
- Інструктування з СЛР допомагає відпрацьовувати навички СЛР для дорослих і новонароджених/дітей.

## Використання
У 2010 році компания Philips передала Оргкомітету 7-х зимових Азійських ігор 2011 дефибрилятори HeartStart FRx. У 2011 році дефібрилятори HeartStart FRx встановлені на НСК «Олімпійський» у Києві в рамках підготовки до чемпіонат Європи з футболу 2012.
У 2012 році Royal Philips Electronics і Air France-KLM Group, одна із найбільших транспортних авіаційних груп Європи, уклали угоду щодо оснащення усіх пасажирських рейсів KLM «Королівські Нідерландські Авіалінії» і Air France автоматичними зовнішніми дефібриляторами Philips HeartStart FRx. Дефібрилятор HeartStart FRx пройшов необхідні випробування і отримав відповідний сертифікат для використання авіакомпаніями. Прилад не створює перешкод радіоелектронному обладнанню літака. Пасажирські рейси авіакомпанії Transavia також укомплектовані приладами Philips HeartStart FRx.
У 2014 році російська авіакомпанія «Оренбурзькі авіалінії» (Orenair) придбала дефібрилятори HeartStart FRx для використання на своїх рейсах. У 2014 році дефібрилятор HeartStart FRx встановлений у парку «Сокольники» у Москві.